# Ricardo Francisco Galán Méndez
Ricardo Francisco Galán Méndez (* 1939) ist ein ehemaliger mexikanischer Botschafter.

## Leben
Galán Méndez trat 1957 in den auswärtigen Dienst. Ricardo Francisco Galán Méndez war dreimal Botschafter in Managua. Er wurde persönlicher Freund von Arnoldo Alemán und dessen Sprecher Roberto Duarte. Roberto Duarte leitete die kaufmännische Abteilung des nicaraguanischen Staatsfernsehsenders Canal 6. Ricardo Francisco Galán Méndez als Vertreter von TV Azteca Holding und Roberto Duarte fanden eine Programmstruktur für Canal 6 und einen Weg für eineinhalb Millionen USD aus verschiedenen Staatshaushaltsposten auf Konten der Fundación Democrática Nicaragüense (FDN), einer Stiftung im Eigentum von Alemán. Gegen Ricardo Francisco Galán Méndez wurde deshalb 2002 in Nicaragua ein Haftbefehl erlassen, und Ricardo Francisco Galán Méndez ist flüchtig.
| Vorgänger                | Amt                                                                                | Nachfolger                            |
| ------------------------ | ---------------------------------------------------------------------------------- | ------------------------------------- |
| Bernardo Reyes Morales   | mexikanischer Botschafter in Port au Price 29. September 1964 bis 12. Februar 1965 | Ernesto Soto Reyes                    |
| Roberto Casellas Leal    | mexikanischer Botschafter in Managua 7. Juli 1977 bis 14. Januar 1978              | Gustavo Iruegas Evaristo              |
| Federico Barrera Fuentes | mexikanischer Botschafter in Bogotá 10. Mai 1979 bis 1. August 1980                | María Antonieta Sánchez Gavito y Piña |
| Rafael del Villar Toledo | mexikanischer Botschafter in Kopenhagen 27. August 1980 bis 13. Juni 1984          | Sergio Mota Marín                     |

| Vorgänger                      | Amt                                                                     | Nachfolger                       |
| ------------------------------ | ----------------------------------------------------------------------- | -------------------------------- |
| Fernando Flores Tejada         | mexikanischer Botschafter in La Paz 12. Juli 1984 bis 21. Dezember 1986 | Ernesto Parres Vélez             |
| Sergio Ernesto González Gálvez | mexikanischer Botschafter in Seoul 12. Januar 1987 bis 31. Juli 1989    | Miguel García Zamudio            |
| Gilberto Ruiz Almada           | mexikanischer Botschafter in Managua 5. September 1989 bis 3. März 1992 | Alfonso Herrera-Salcedo González |
| Federico D. Chabaud Magnus     | mexikanischer Botschafter in Stockholm 7. April 1992 bis 8. März 1996   | Jorge Efrén Domínguez Ramírez    |

| Vorgänger                      | Amt                                                                        | Nachfolger                        |
| ------------------------------ | -------------------------------------------------------------------------- | --------------------------------- |
| —                              | mexikanischer Botschafter in Estland 1992 bis 1996                         | Jorge Efrén Domínguez (1996–1999) |
| Roque Antonio González Salazar | mexikanischer Botschafter in Asuncion 2. Dezember 1996 bis 12. Januar 1999 | Sergio Joaquín Romero Cuevas      |
| Sergio Joaquín Romero Cuevas   | mexikanischer Botschafter in Managua 2. Dezember 1998 bis 30. Januar 2001  | Francisco Eduardo del Río López   |